# Jade Esteban Estrada
Jade Esteban Estrada (ur. 17 września 1975 w Lackland Air Force Base w San Antonio, stan Teksas) – amerykański wokalista, komik, choreograf, aktor i działacz społeczny o latynoskich korzeniach. Magazyn Out określił go mianem „pierwszej gejowskiej gwiazdy latynoskiej”.

## Dyskografia
- Fabulous Gay Tunes, Vol. 2 (2003)
- Being Out Rocks (2002)
- Angel (2001)
- Reggae Twist (2003)